# Will Barton
William Denard Barton III (Baltimore, 6 januari 1991) is een Amerikaans basketbalspeler. Hij speelt als small-forward of shooting guard. 

## Biografie
Barton speelde vanaf 2010 in het college-basketbal voor de Memphis Tigers. In zijn debuutseizoen speelde hij elke wedstrijd. Tijdens een speeltijd van 30,6 minuten per wedstrijd haalde hij een gemiddelde van 12,3 punten per wedstrijd. Als gevolg van zijn goede prestaties werd hij in 2012 in de NBA draft uitgekozen werd door de Portland Trail Blazers, waarna hij kortstondig werd uitgeleend aan de Idaho Stampede in de NBA Development League. Op 10 april 2013 debuteerde Barton in de NBA voor de Trail Blazers in een wedstrijd tegen de Los Angeles Lakers.
Op 19 februari 2015 werd Barton, samen met Víctor Claver, Thomas Robinson en een nog te bepalen draftpick geruild met Arron Afflalo and Alonzo Gee naar de Denver Nuggets. Na een eerste moeilijk seizoen, mede als gevolg van enkele blessures, maakte hij vanaf het seizoen 2015/16 meer minuten bij de Denver Nuggets. Vanaf het seizoen 2018/19 was Barton maakte Barton ook steeds meer deel uit van het basisteam van de Nuggets. In 2019 konden de Nuggets zich voor de eerste keer in 6 jaar nog eens plaatsen voor de play-offs. Na winst tegen de San Antonio Spurs werden de Nuggets in de halve finales van de Western Conference uitgeschakeld door zijn voormalig ploeggenoten van de Portland Trail Blazers. Op 6 juli 2022 werd Barton samen met Monté Morris geruild naar de Washington Wizards tegen Kentavious Caldwell-Pope and Ish Smith.

## Statistieken
| Legenda | Legenda                | Legenda | Legenda                 | Legenda | Legenda               |
| ------- | ---------------------- | ------- | ----------------------- | ------- | --------------------- |
| WG      | Wedstrijden gespeeld   | WS      | Wedstrijden als starter | MPW     | Minuten per wedstrijd |
| 2P%     | Twee-punterpercentage  | 3P%     | Drie-punterpercentage   | VW%     | Vrije-worppercentage  |
| RPW     | Rebounds per wedstrijd | APW     | Assists per wedstrijd   | SPW     | Steals per wedstrijd  |
| BPW     | Blocks per wedstrijd   | PPW     | Punten per wedstrijd    | Vet     | Hoogste in carrière   |

### Reguliere Seizoen
| Seizoen  | Team                   | WG  | WS  | MPW  | 2G%  | 3P%  | FW%  | RPW | APW | SPW | BPW | PPW  |
| -------- | ---------------------- | --- | --- | ---- | ---- | ---- | ---- | --- | --- | --- | --- | ---- |
| 2012-13  | Portland Trail Blazers | 73  | 5   | 12.2 | 38,2 | 13,8 | 76,9 | 2,0 | 0,8 | 0,5 | 0,1 | 4,0  |
| 2013-14  | Portland Trail Blazers | 41  | 0   | 9,4  | 41,7 | 30,3 | 81,3 | 1,8 | 0,8 | 0,2 | 0,2 | 4,0  |
| 2014-15  | Portland Trail Blazers | 30  | 0   | 10,0 | 38,0 | 22,2 | 66,7 | 1,1 | 0,9 | 0,5 | 0,1 | 3,0  |
| 2014-15  | Denver Nuggets         | 28  | 0   | 24,4 | 44,3 | 28,4 | 81,0 | 4,6 | 1,9 | 1,2 | 0,5 | 11,0 |
| 2015–16  | Denver Nuggets         | 82  | 1   | 28,7 | 43,2 | 34,5 | 80,6 | 5,8 | 2,5 | 0,9 | 0,5 | 14,4 |
| 2016-17  | Denver Nuggets         | 60  | 19  | 28,4 | 44,2 | 37,0 | 75,3 | 4,3 | 3,4 | 0,8 | 0,5 | 13,7 |
| 2017-18  | Denver Nuggets         | 81  | 40  | 33,1 | 45,2 | 37,0 | 80,5 | 5,0 | 4,1 | 1,0 | 0,6 | 15,7 |
| 2018-19  | Denver Nuggets         | 43  | 38  | 27,7 | 40,2 | 34,2 | 77,0 | 4,6 | 2,9 | 0,4 | 0,5 | 11,5 |
| 2019-20  | Denver Nuggets         | 58  | 58  | 33,0 | 45,0 | 37,5 | 76,7 | 6,3 | 3,7 | 1,1 | 0,5 | 15,1 |
| 2020-21  | Denver Nuggets         | 56  | 52  | 31,0 | 42,6 | 38,1 | 78,5 | 4,0 | 3,2 | 0,9 | 0,4 | 12,7 |
| 2021-22  | Denver Nuggets         | 71  | 71  | 32,1 | 43,8 | 36,5 | 80,3 | 4,8 | 3,9 | 0,8 | 0,4 | 14,7 |
| Carrière | Carrière               | 623 | 284 | 25,9 | 43,3 | 35,4 | 78,7 | 4,3 | 2,7 | 0,8 | 0,4 | 11,6 |

### Playoffs
| Seizoen  | Team                   | WG | WS | MPW  | 2G%  | 3P%  | FW%  | RPW | APW | SPW | BPW | PPW  |
| -------- | ---------------------- | -- | -- | ---- | ---- | ---- | ---- | --- | --- | --- | --- | ---- |
| 2013-14  | Portland Trail Blazers | 7  | 0  | 11,6 | 50,0 | 54,5 | 83,3 | 1,7 | 0,4 | 0,1 | 0,3 | 6,4  |
| 2018-19  | Denver Nuggets         | 14 | 3  | 23,4 | 34,8 | 27,3 | 69,2 | 4,8 | 1,7 | 0,3 | 0,6 | 9,1  |
| 2020-21  | Denver Nuggets         | 3  | 1  | 27,7 | 44,2 | 33,3 | 100  | 4,3 | 2,7 | 0,7 | 0,3 | 16,3 |
| 2021-22  | Denver Nuggets         | 5  | 5  | 34,4 | 40,9 | 39,3 | 66,7 | 5,6 | 2,8 | 0,8 | 0,2 | 13.8 |
| Carrière | Carrière               | 29 | 9  | 22,9 | 39,6 | 33,9 | 73,8 | 4,1 | 1,7 | 0,4 | 0,4 | 10,0 |